# Иуда ибн-Курайш
Иу́да ибн-Кура́йш (ивр. יהודה אבן קריש‎, араб. يهوذا بن قريش‎; конец VIII — начало IX века) — средневековый еврейский грамматик и лексикограф, родился в Тагорте (Северная Африка).
Хотя в своих грамматических трудах Иуда и мало добавляет к работам предшественников, большое значение имеют те данные, которые он внёс в сравнительную филологию. Так, он установил близкое родство семитских языков, их происхождение из одного общего источника и то, что все они подчиняются одинаковым лингвистическим законам. Его «Risalah», арабское послание к фецской общине, заключает в себе первый критический материал к сравнительному изучению семитских языков. В предисловии Иуда предостерегает общину от пренебрежения изучением Таргума, так как последний имеет огромное значение для правильного понимания Библии, содержащей, как известно, немало арамеизмов. Его толкования текста Священного Писания вполне самостоятельны, и он отстаивает свои положения даже вопреки утверждениям Мишны и Талмуда. Ввиду этого Иуда ошибочно считался караимом. Ему приписывается, кроме «Risalah», составление также словаря и трактата о заповедях. Хотя Иуда сам упоминает в вышеназванном своём «Послании» об этом словаре, однако ни о нём, ни о трактате о заповедях ничего не известно.